# Свобода или смерть (Болгария)

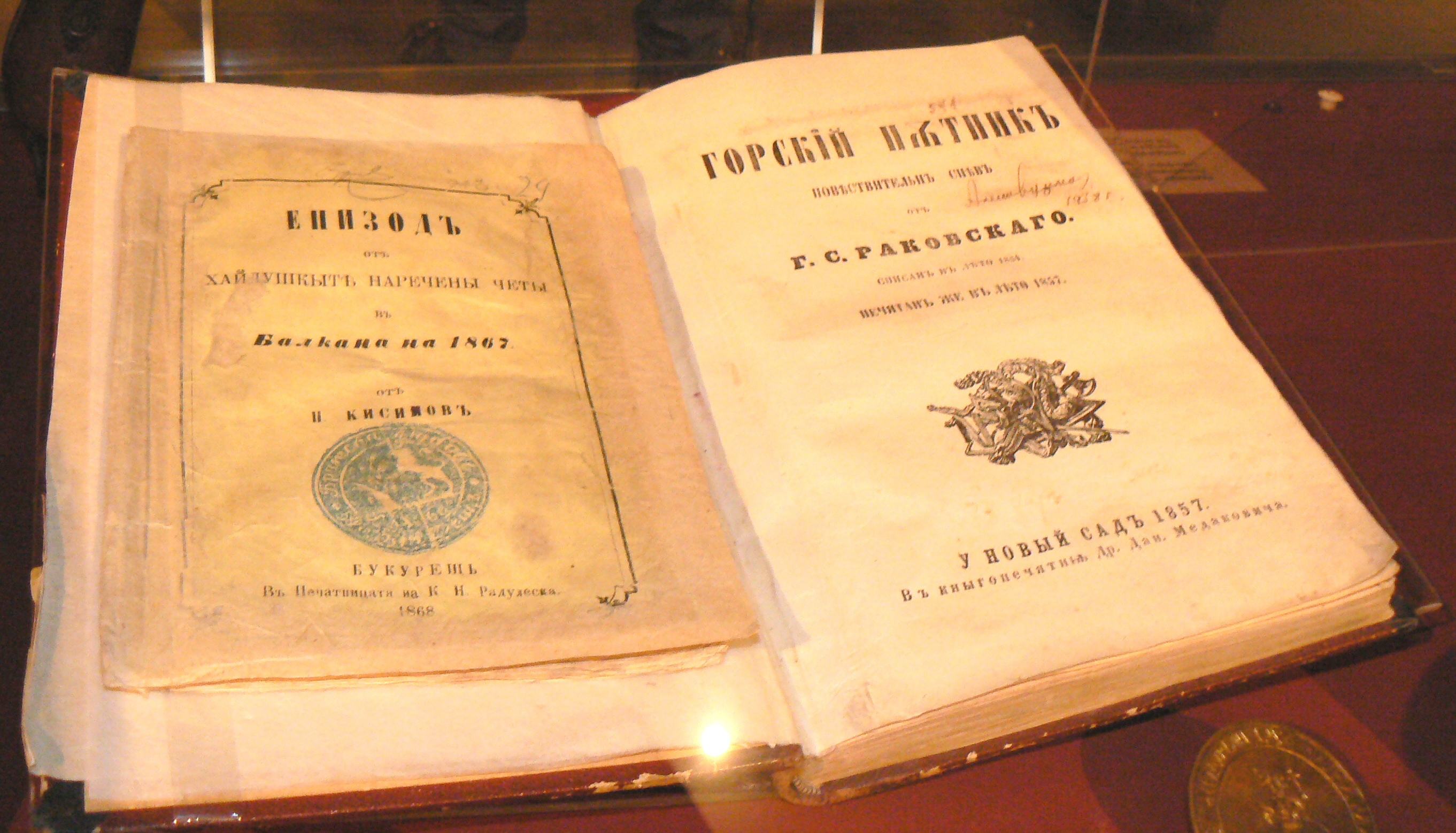
Книга Раковского «Лесной спутник» (Горски пътник), где этот девиз впервые появился в 1857 году

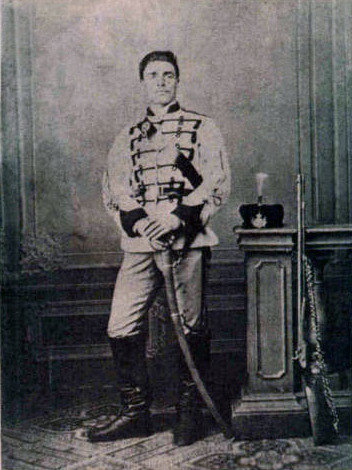
Васил Левский в форме Первой болгарской легии в 1862 году. Легионеры носили фуражки, на которых были прикреплены металлические львы с девизом «Свобода или смерть».

Свобода или смерть (болг. Свобода или смърт, в староболгарской орфографии и до 1899 года писавшийся Свобода или смърть) — революционный лозунг, использовавшийся болгарскими борцами за независимость, называвшимися комитаджи. Этот лозунг использовался во второй половине XIX и первой половине XX века.

## История
Впервые лозунг «Свобода или смерть» появился в поэме Георгия Раковского «Лесной спутник» (болг. Горски пътник), написанной в 1854 году и изданной в 1857 году. В центре её сюжета болгарин, вербующий в мятежную чету для восстания против турок. Он, скорее всего, заимствовал и транслитерировал лозунг «Элефтерия и танатос», ставший национальным девизом Греции во время борьбы за свою независимость. Раковский призвал своих соотечественников идти на поля сражений под знамёнами с болгарским львом. Флаг со львом был представлен в 1858 году, при этом оговаривалось, что государственный флаг будет иметь на своей лицевой стороне изображение льва и надпись «Свобода или смерть», а на оборотной стороне — христианский крест и надпись «Бог с нами, вперёд!». Впервые он был использован в 1860-х годах болгарскими легиями в Сербии. Тогда Георгий Раковский заказал флаг и печать с надписью «Свобода или смерть». Болгарские комитеты использовали тот же лозунг на своих флагах во время Апрельского восстания 1876 года. В том же году Иван Вазов написал стихотворение «Свобода или смерть». Во время Кресненско-Разложского восстания в 1878 году было задействовано знамя с той же надписью, подготовленное комитетом «Единство». Во время объединения Болгарии в 1885 году флаги с этой надписью также использовались членами Болгарского тайного центрального революционного комитета. Проболгарская Внутренняя македонско-одринская революционная организация, созданная в 1893 году в Османской империи, также приняла этот девиз. Он же использовался базирующимся в Софии Верховным македонско-одринским революционным комитетом в период с 1894 по 1904 год. Во время Балканских войн добровольцы из Македонско-одринского ополчения Болгарской армии имели несколько флагов с этим девизом. В межвоенный период в Греции и Югославии этот девиз использовался проболгарской Внутренней македонской революционной организацией и Внутренней фракийской революционной организацией. В Румынии в то же время он использовался проболгарской Внутренней добруджанской революционной организацией в Южной Добрудже. Во время Второй мировой войны лозунг взяла на вооружение проболгарская «Охрана», действовавшая в северной Греции. Мундиры охранистов были итальянскими и украшались нашивками на плечах с надписью «Итало-болгарский комитет: Свобода или смерть».
Девиз также использовался в качестве названия газет нескольких выше перечисленных организаций.

## После Второй мировой войны

Девиз, написанный на македонском языке после 1944 года и отличный от использовавшегося ВМРО.

После 1944 года в коммунистической Югославии был принят отдельный македонский язык и признана отдельная македонская нация. Македонский стал «первым» официальным языком во вновь провозглашённой СР Македонии, сербохорватский — «вторым» языком, а болгарский и вовсе был запрещён. Болгарское написание Свобода или смърть, используемое ВМОРО, было преобразовано в македонское Слобода или смрт, что сделало этот девиз идентичным лозунгу сербских четников. Все документы, написанные македонскими болгарскими революционерами на стандартном болгарском языке, были переведены на македонский язык и представлены в качестве оригиналов. Эта история с подменой нашла продолжение и в современной Северной Македонии, где девиз «Свобода или смърть» подаётся как изначально писавшийся на македонском языке. Эта ситуация вызвала протесты с болгарской стороны. Тем не менее в рамках спорного проекта Скопье-2014 в центре македонской столицы были установлены уличные фонари, на которых читается болгарская надпись Свобода или смърть.